# Podalyrieae
Podalyrieae là một tông thực vật có hoa trong họ Fabaceae.

## Các loài
Các loài trong chi này theo USDA gồm:
- Amphithalea Eckl. & Zeyh.
- Cadia Forssk.
- Calpurnia E. Mey.
- Cyclopia Vent.
- Liparia L.
- Podalyria Willd.
- Stirtonanthus B.-E. van Wyk & A. L. Schutte
- Virgilia Poir.
- Xiphotheca Eckl. & Zeyh.